# Inga insignis
Inga insignis är en ärtväxtart som beskrevs av Carl Sigismund Kunth. Inga insignis ingår i släktet Inga och familjen ärtväxter. Inga underarter finns listade i Catalogue of Life.